# SAIC-GM
SAIC-GM 또는 상하이-GM(영어: Shanghai GM, 중국어 간체자: 上海通用汽车)은 상하이 자동차와 제너럴 모터스의 합작 투자 회사이다.

## 역사 및 현황
1997년 6월 12일에 각 파트너가 50%씩 투자하여 설립되었으며, 1999년 4월 중국 상하이에서 이 합작사의 최초 차량인 뷰익 리갈을 생산하기 시작하였다.이후 중국에서 제작된 뷰익 GL8 미니밴이 출시되었는데, 이 차량은 중국에서만 판매되었으며 미국과 캐나다에서는 판매되지 않았다.
2003년까지 중국은 제너럴 모터스의 두 번째로 큰 단일 시장이 되었으며, 201,188대의 차량을 판매하여 전년 대비 81.6% 증가하였다. 그해 SAIC-GM은 중국 본토에서 13%의 시장 점유율을 달성하여 외국 자동차 제조업체 중에서는 폭스바겐 그룹 차이나에 이어 2위를 차지했다. 2004년에는 뷰익 세일을 단종시키고 대체 모델인 쉐보레 세일의 출시가 2005년 2월로 연기되면서 판매가 감소하여 제너럴 모터스 상하이는 중국 본토 시장 점유율에서 7위로 밀려났다. SAIC-GM의 시장 점유율은 다시 거의 9.8%로 상승하여 SAIC-GM을 중국 본토에서 상위 3대 승용차 제조업체에 포함시켰다.
2004년 6월에 캐딜락 브랜드가 중국에 출시되었고, 이어 2005년 1월에 쉐보레가 중국에 출시되었다.
2005년 5월 SAIC-GM은 상하이 동쪽 푸둥 지구에 새로운 공장인 남부 공장을 완공해 연간 생산 용량을 두 배 이상인 32만 대로 늘렸다.
2006년에는 413,400대의 차량을 판매하여 중국 최대 승용차 생산업체가 되었고, 2011년 SAIC-GM은 중국 시장에서 1,200,355대의 차량을 판매하였다. SAIC-GM은 중국에서 GM이 가진 가장 큰 합작 투자 회사이다.
2010년 2월, 상하이 자동차는 합작투자에서 8,500만 달러에 추가로 1%의 지분을 인수하고 SAIC-GM에서 SAIC의 총 지분을 51%로 늘리기 위해 4억 달러의 신용 한도 확보에 도움을 주었으며, 2012년 4월, 제너럴 모터스는 합작투자의 50% 지배권을 되찾았다.

## 생산 대수
| 연도   | 생산량    | 참고 문헌 |
| ------ | --------- | --------- |
| 1999년 | 19,790    | [ 8 ]     |
| 2000년 | 30,543    | [ 8 ]     |
| 2001년 | 58,328    | [ 8 ]     |
| 2002년 | 110,763   | [ 8 ]     |
| 2003년 | 201,188   | [ 8 ]     |
| 2004년 | 252,869   | [ 5 ]     |
| 2005년 | 325,000   | [ 9 ]     |
| 2006년 | 413,367   | [ 10 ]    |
| 2007년 | 500,308   | [ 8 ]     |
| 2008년 | 458,642   | [ 8 ]     |
| 2009년 | 727,631   | [ 8 ]     |
| 2010년 | 1,038,988 | [ 8 ]     |
| 2011년 | 1,231,539 | [ 8 ]     |
| 2012년 | 1,392,658 | [ 8 ]     |
| 2013년 | 1,575,167 | [ 8 ]     |
| 2014년 | 1,760,158 | [ 8 ]     |
| 2015년 | 1,752,015 | [ 8 ]     |
| 2016년 | 1,887,071 | [ 11 ]    |
| 2017년 | 2,000,187 | [ 12 ]    |
| 2018년 | 1,970,117 | [ 13 ]    |
| 2019년 | 1,600,102 | [ 14 ]    |
| 2020년 | 1,467,470 | [ 15 ]    |
| 2021년 | 1,331,567 | [ 16 ]    |
| 2022년 | 1,170,107 | [ 17 ]    |
| 2023년 | 1,001,017 | [ 18 ]    |
| 2024년 | 673,007   | [ 19 ]    |

## 같이 보기
- SAIC-GM-우링